# Ден Ю
Денят „Ю“ (на датски: J-dag, от първата буква на Julebryg – коледна бира) е денят от годината, в който датската пивоварна „Carlsberg Breweries“ стартира продажбите на сезонната си коледна бира „Tuborg Christmas Brew“, която се продава само през зимните месеци – от ноември до февруари на следващата година.

## История
„Tuborg Christmas Brew“ е полутъмна меденочервена бира с карамелен вкус, с екстрактно съдържание 14% и алкохолно съдържание 5,6%. Тази сезонна бира е произведена за първи път за датския пазар през 1981 г. под името „Tuborg Julebryg“. Бирата е създадена от датския пивовар Пер Кригер Ласен (Per Krieger Lassen), който смесва три бири: KB hvidtøl, Tuborg FF и Tuborg Gold. Сега това е бира, която се вари по собствена оригинална рецепта. В Дания „Tuborg Christmas Brew“ е на четвърто място по обем на продажбите, независимо че се продава само през 10 седмици от годината, като е изпреварена по продажби само от Tuborg Green, Carlsberg Pilsner и Tuborg Classic, които обаче се продават през цялата година.
Традицията да се празнува денят на пускането в продажба на специалната празнична бира започва през 1990 г. в Дания, и постепенно денят Ю (J-dag) става национална, а постепенно и международна традиция, съпроводена с масирана рекламна кампания, празнично настроение и коледна атмосфера.
В Дания денят „Ю“ обикновено се провежда в първия петък на месец ноември. Празникът се съпровожда от грандиозни увеселения, като в баровете и бирариите се предлагат безплатно чаши с тъмния коледен лагер. От 1990 г. насам празнуването на деня „Ю“ се превръща в Дания, а и по света в традиция, и достига такива мащаби, че през 2008 г. словосъчетанието „J-dag“ е включено и в речниците по датски език.
В България „Tuborg Christmas Brew“ се появява за първи път през ноември 2006 г. През 2012 г. обаче Карлсберг България АД, която е собственик на марката „Tuborg“, прекратява производството и продажбите на бирата в България.